# Gert Verheyen
Gert Verheyen (født 20. september 1970 i Hoogstraten, Belgien) er en tidligere belgisk fodboldspiller og nuværende træner for Belgiens U19 landshold, der spillede som angriber. Han var tilknyttet Lierse, Anderlecht og Club Brugge. For Belgiens landshold spillede han 50 landskampe og scorede ti mål. Han deltog ved VM i 1998, EM i 2000 og VM i 2002.